# Cyfelle

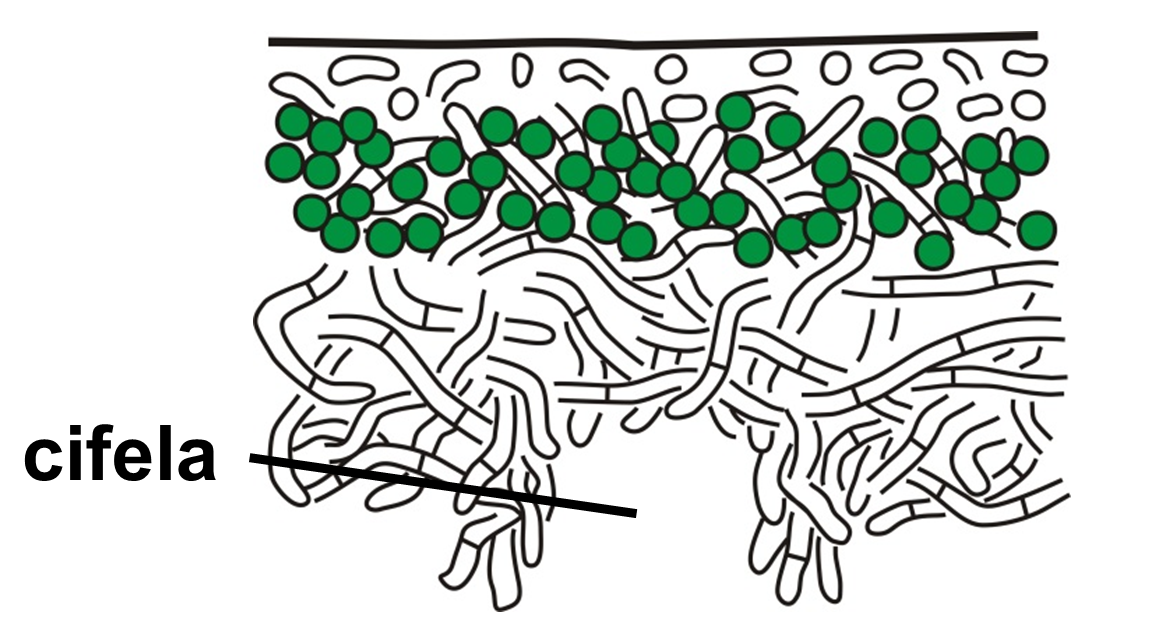
Cyfelle w plesze porostu

Cyfelle – bardzo drobne otworki (o średnicy 0,1–0,5 mm) w dolnej korze porostów. Wyścielone są strzępkami grzyba i dosięgają miąższu plechy. Ich rola nie jest znana. Mają znaczenie przy oznaczaniu niektórych gatunków.
Na górnej korze niektórych gatunków porostów występują pseudocyfelle.